# Inácio Filipe I Arkus
Mar Ignatius Philip I Arkus (ou Arqous, Harcus, Arcous, 24 de maio de 1827 – 7 de março de 1874) foi um clérigo assírio nascido no Império Otomano. Foi Patriarca de Antioquia da Igreja Católica Siríaca de 1866 a 1874.

## Vida
Philip Arkus nasceu em Amid e foi enviado para estudar no seminário patriarcal de Charfeh, no Líbano, e ordenado sacerdote em 1 de janeiro de 1850, em Amid, na Igreja dos Santos Pedro e Paulo. Em 1 de janeiro de 1862, foi nomeado eparca de Amid dos Sírios e consagrado bispo pelo Patriarca Inácio Antônio I Samheri em 28 de setembro.
Com a morte do Patriarca Inácio Antônio I Samheri, em 16 de junho de 1864, a Congregação Propaganda Fide solicitou que o novo Patriarca vivesse em Mardim, onde ficava a sede tradicional do Patriarca Siríaco de Antioquia. Devido a uma peste, o sínodo eleitoral só pôde ser convocado em 1866, em Alepo, e quando três metropolitas se recusaram a ir morar na fria Mardim, Filipe Arkus foi eleito Patriarca (21 de junho de 1866). Sua consagração patriarcal aconteceu no 24 de junho seguinte, na Igreja de Nossa Senhora da Dormição, na presença de seis bispos siríacos e outros metropolitas católicos orientais. Após ser entronizado, logo viajou para Roma, onde foi confirmado pelo Papa Pio IX em 6 de agosto do mesmo ano.
Conhecido por sua erudição, Arkus falava várias línguas. Fundou uma biblioteca para a Sé Patriarcal em Mardim, na qual reuniu os mais famosos livros do Oriente e do Ocidente. Mas Filipe Arkus também foi tido como um líder fraco, sem a energia e a força do seu antecessor. A Igreja Católica Siríaca sofreu um período de problemas, devido ao número demasiado elevado de bispos e a alguns casos de má conduta.
O patriarca foi a Roma para participar do Primeiro Concílio do Vaticano, junto com outros seis bispos católicos siríacos: Behnam Benni de Mossul, George Shelhot de Alepo, Athanase Jarkhi de Bagdá, Flavien-Pierre Matah e outros dois bispos convertidos da Igreja Ortodoxa Siríaca). Em Roma, para não ser forçado a tomar posição sobre a questão da nomeação dos bispos, ele ofereceu sua renúncia como Patriarca, rejeitada pelo Papa. Durante sua estadia em Roma, Philip Arkus, provavelmente já doente, não participou dos trabalhos do Concílio nem das liturgias. Quando voltou para casa, em 1872, ele ordenou um bispo sem a aprovação prévia do Papa.

Contudo, a piedade e prudência de Arkus foram necessárias para manter a paz dentro de sua própria Igreja enquanto cismas irrompiam em muitas comunidades católicas orientais: entre os católicos melquitas, devido à oposição à adoção do calendário gregoriano, e entre os católicos armênios e caldeus, em protesto contra a encíclica Reversurus.